# Eupelops caucasicus
Eupelops caucasicus är en kvalsterart som beskrevs av Sitnikova 1975. Eupelops caucasicus ingår i släktet Eupelops och familjen Phenopelopidae. Inga underarter finns listade i Catalogue of Life.